# Karel Pešek
Karel Pešek (20. září 1895 Olomouc, Morava, Rakousko-Uhersko – 30. září 1970 Praha), řečený Káďa, byl český fotbalista a hokejista hrající především v pražské Spartě. V obou sportech působil také v československé reprezentaci.

## Život
Narodil se v Olomouci, kde jeho otec provozoval malý papírenský obchod. V roce 1908 se rodina přestěhovala do Prahy, když otec získal místo účetního u nakladatele Vilímka. Bydleli v Grégrově ulici na Královských Vinohradech. Karel se starším bratrem Ladislavem od raného dětství hrál kopanou a na vinohradských sportovních pláccích zvláště Karel brzy získal pověst výborného fotbalisty.

### Sportovní kariéra

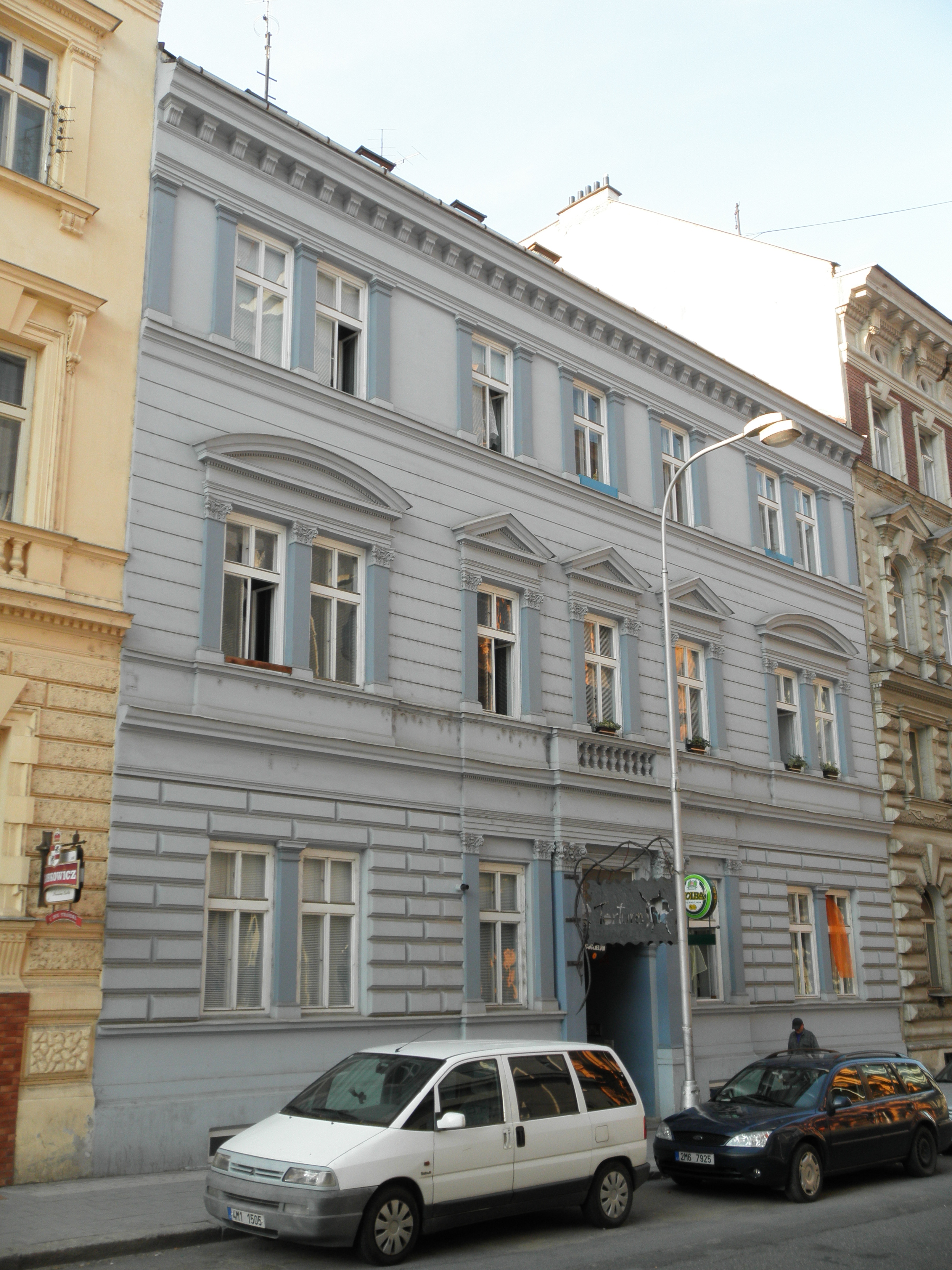
Rodný dům Karla Peška v ulici Komenského v Olomouci

Svoji fotbalovou kariéru Karel Pešek zahájil již ve třinácti letech, kdy nastoupil za dospělé Meteoru Vinohrady. O dva roky později přestoupil do ČAFC Vinohrady, kde měl za odměnu zdarma obědy. Pro rodinu to byla velká pomoc, protože otec byl vážně nemocný a nepracoval. V té době bylo pro studenty velmi obtížné hrát fotbal, protože to školský systém neměl příliš rád. Proto bylo běžné, že si hráči na zápas lepili vousy a hráli pod přezdívkami. A tak měl Karel Pešek, který byl studentem gymnázia v Žitné ulici, sportovní přezdívku Káďa. Poté, co zazářil na fotbalovém turnaji, mu zůstala až do konce života.
O jeho služby stála Viktorka Žižkov i Slavia, ale nakonec se radovala Sparta, která se domluvila s hráčovým bratrem. Stalo se tak v roce 1913 a Káďa zahájil svoji kariéru ve Spartě jako krajní záložník. Již po roce se propracoval do funkce kapitána. Káďova maminka vedla na stadionu hospodu, ve které zdarma bavil lidi začínající komik a sparťanský brankář Vlasta Burian. Záhy však vypukla válka a mnoho hráčů, včetně Kádi, narukovalo na frontu.

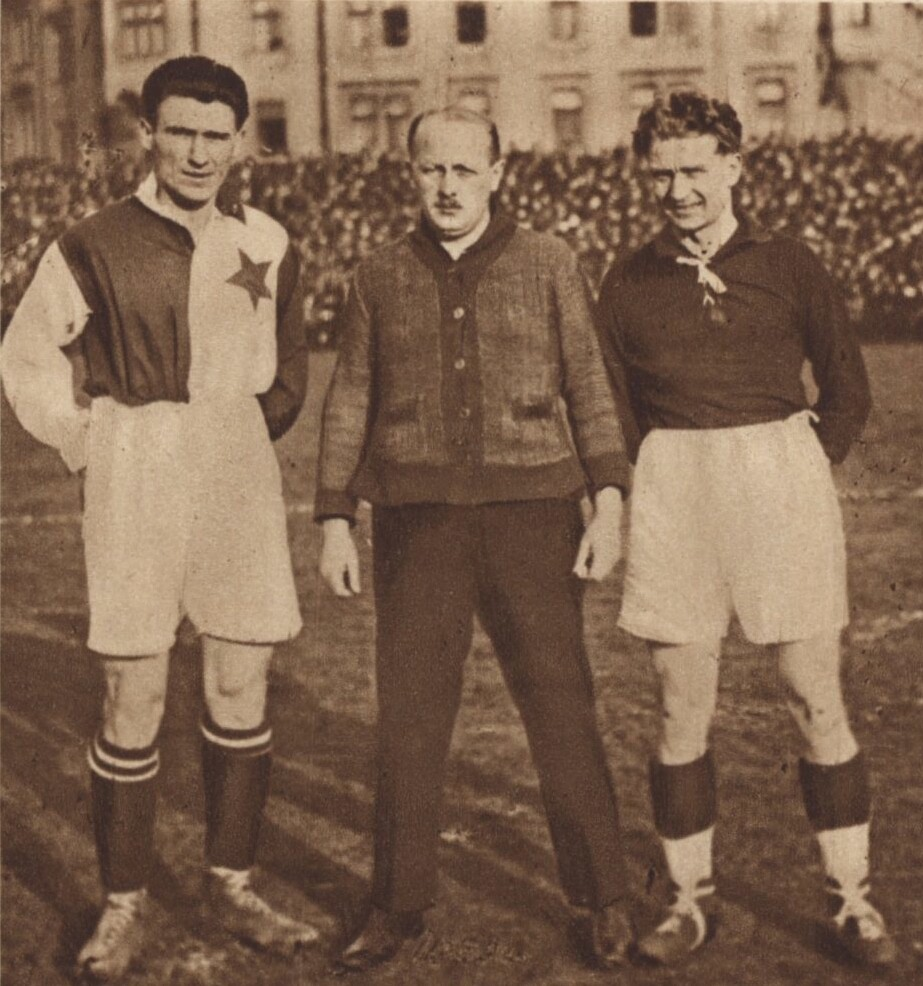
kapitáni Pleticha (Slavia) a Káďa (Sparta) v roce 1927

Po válce ale nabraly věci rychlý spád a Sparta se v roce 1919 stala prvním neoficiálním mistrem ČSR. Káďa začal hrát středního záložníka a dařilo se mu jak na Spartě, tak v reprezentaci. Z té doby také pochází termín „Železná Sparta“. Tým totiž v letech 1920–1923 sehrál 50 mistrovských utkání, ani jednou neprohrál, dal 230 gólů a dostal jen 40. Káďa byl hvězdou týmu a obdivovala ho celá Evropa. Vynalezl například obranný skluz, i přes svou nevysokou postavu byl výborným hlavičkářem. Dokázal připravit svým spoluhráčům gólové situace, měl dokonalý přehled. Byl tvůrcem hry, vůdcem týmu a Sparta s ním v čele vyhrávala. Ve Vídni porazila před padesáti tisíci lidmi nejlepší rakouské týmy. V Praze porazili uruguayský Nacional Montevideo i anglický Bolton Wanderers. Sparta vyhrávala na zájezdech ve Francii, Portugalsku, či Španělsku. V roce 1926 se konal úspěšný zájezd do USA a o rok později získala Sparta Středoevropský pohár, což byla prestižní klubová soutěž srovnatelná s dnešní Ligou mistrů.
V období první republiky byl opravdovou sportovní hvězdou. Karel Balling, člen kabaretu Červená sedma, o něm složil písničku Dneska hraje Káďa, která se stala hitem. V roce 1925 se v divadle Uranie hrála opereta Dnes hraje Káďa.
V komunálních volbách v roce 1927 kandidoval na nevolitelném místě do Ústřední zastupitelstva Hlavního města Prahy za Stranu slovanských národních socialistů Jiřího Stříbrného.
V roce 1933, ve svých 38 letech, již Káďa nepodával tak oslnivé výkony a přestoupil na konci kariéry do brněnského týmu ligového nováčka SK Židenice. Sehrál zde i zápas proti Spartě, ale v roce 1934 kariéru ukončil.
Se Spartou byl třikrát mistrem ČSR a jednou vyhrál Středoevropský pohár. Odehrál 727 zápasů, což byl klubový rekord, který překonal až Jozef Chovanec. Když sparťanský dres oblékal naposledy, diváci v hledišti slzeli, naopak funkcionáři Sparty s ním začali soudní spor. Žalovali jeho matku za nedodržení smluvních podmínek provozu kantýny o půl milionu korun, ale u soudu neuspěli.
Jedenáct let byl členem fotbalové reprezentace a ve 44 reprezentačních zápasech byl vždy kapitánem.
Hrál také lední hokej, už v roce 1914 nastoupil za mužstvo Čech na mistrovství Evropy v Berlíně. Hrál celkem na pěti evropských šampionátech a získal s reprezentací třikrát zlatou medaili (1914, 1922 a 1925). S hokejem musel skončit po roce 1925, kdy mezinárodní federace vydala zákaz startu pro profesionály z jiných sportů.
Na Letních olympijských hrách v Antverpách 1920 získal v hokeji bronz a mohl se stát prvním Čechem, který by získal na olympijských hrách medaili ve dvou kolektivních sportech. Ve finále fotbalového turnaje, které hráli Čechoslováci proti domácím Belgičanům, se zápas nevyvíjel dobře a československá reprezentace prohrávala 2:0. Káďa, který si po zápase stěžoval na výkon rozhodčího, ale v 36. minutě odvolal tým ze hřiště a Čechoslováci přišli i o stříbrnou medaili.
Jako fotbalista startoval také na LOH 1924, ale obnovil si zde nedávné zranění. Československý tým skončil na těchto hrách na devátém místě.

### Po roce 1945
Káďa si byl vědom, že se nemůže živit sportem do smrti, a tak vystudoval Přírodovědeckou fakultu Univerzity Karlovy, v roce 1934 získal titul RNDr. a po ukončení kariéry nastoupil jako úředník na ministerstvo zdravotnictví. Tam pracoval až do roku 1951, kdy ho zastihla komunistická čistka, která posílala zaměstnance z nevýrobní sféry z řad nestraníků do továren. Přispělo k tomu i nespravedlivé obvinění, že koncem války podepsal přihlášku do České ligy proti bolševismu. Až do důchodu byl Káďa dělníkem v družstvu Mechanika, přestože měl ještě i lékárnický titul MgPh., který získal po válce.
Karel Pešek zemřel krátce po svých pětasedmdesátinách 30. září 1970 na zástavu srdce. K jeho rakvi, kterou pokrývala státní a sparťanská vlajka, se přišly poklonit tisíce lidí.